# Drepanacra binocula
Drepanacra binocula is een insect uit de familie van de bruine gaasvliegen (Hemerobiidae), die tot de orde netvleugeligen (Neuroptera) behoort. 
Drepanacra binocula is voor het eerst wetenschappelijk beschreven door Edward Newman in 1838.